# 軍戶
軍戶制度，是中國明代為求確保軍隊的永續戰力，因而制定確保軍源的制度。
所謂的軍戶就是其戶籍種類屬於軍籍的軍人。明代的軍戶制度原則上是承襲元代戶籍的分類而來的。《元史》，卷九八，〈兵制一〉云：「天下既平，嘗為軍者定入尺籍伍符，不可更易。」所以元代有軍人專屬之「軍戶」。明代的戶籍分類，依《明史》〈食貨志〉「戶口」云：「凡戶三等，曰民、曰軍、曰匠。民有儒，有醫，有陰陽。軍有校尉，有力士，弓、舖兵。匠有廚役、裁縫、馬、船之類。瀕海有鹽、竈，寺有僧，觀有道士。畢以其業著籍，人戶以籍為斷。」所以有專為軍人而設之「軍戶」。除非成为兵部尚书，否则家族內的男丁也要世世從军。